# Кід Конго Паверс
Браян Трістан (англ. Brian Tristan), більш відомий під псевдонімом Кід Конго Паверс (англ. Kid Congo Powers) — американський рок-гітарист, співак і актор, найбільш відомий як учасник гуртів The Gun Club, The Cramps і Nick Cave and the Bad Seeds. Він також грав з гуртами Divine Horsemen, Angels of Light, Die Haut і Knoxville Girls.
Станом на січень 2015 року основним музичним проектом для Паверса є гурт The Pink Monkey Birds.

## Раннє життя
Браян Трістан (Кід Конго Паверс) народився 27 березня 1959 в Ла-Пуенте, Каліфорнія. Браян Трістан є мексиканським американцем у другому поколінні. У дитинстві на нього вплинув чикано-рок гурт Thee Midniters з південної Каліфорнії. Також він захоплювався T. Rex, Mott the Hoople, Sparks, Ramones, Patti Smith, Девідом Боуї. У 1976 році він був президентом фан-клубу Ramones, потім керував фензином The Screamers.
Кід Конго Паверс розповідав: Я збирався кинути школу, тому що я вже був у своєму світі, і я сказав [батькам]: «Я закінчу школу, якщо ви відправите мене в цю подорож [в Європу]»
У Лондоні Кід Конго Паверс подивився кілька концертів та сходив в магазин звукозаписів. Повертаючись з Лондона Кід Конго Паверс зупинився у Нью-Йорку, і там побачив виступи  Heartbreakers, the Dead Boys і, звісно, The Cramps.
Кід Конго Паверс розповідав: «[Крампи] виглядали так неймовірно божевільно. Вони були повністю сформовані. Вони просто з’явилися, і їм не потрібно було нічого вчитися. Дивне поєднання музики — з нею відразу потрапляєш у цей світ. Тож я познайомився з ними [у 77-му].

## Кар'єра

### 1979–1987: The Gun Club та The Cramps
Після подорожі до Лондона та Нью-Йорка він повернувся до Лос-Анджелеса і в 1979 році зустрів Джеффрі Лі Пірса (Jeffrey Lee Pierce).
Кід Конго Паверс розповідав:
«Ми з Джеффрі Лі Пірсом сказали: «О, у нас повинна бути група». Я нічого не зробив, але це нікого не зупиняло в той момент! «Ми любимо одне одного, ми знаємо одне одного, у нас однакові смаки. А також трохи зарозумілості та наполегливості — і ми виглядали добре. Спершу сфотографуйся, потім думай про гурт."
Пірс навчив його грати на гітарі за допомогою відкритого гітарного строю, і вони створили гурт The Creeping Ritual, який став гуртом The Gun Club.
Браян Трістан залишив цей гурт ще до того, як вони почали записувати свій перший альбом Fire of Love (1981 рік). Натомість приєднавшись до нью-йоркського гурту The Cramps у грудні 1980 року. Де він отримав псевдонім Кід Конго Паверс.
Кід Конго Паверс ненадовго приєднувався до Gun Club у 1983 році, наступного року гастролював з гуртом в Австралії, а потім знову з 1985 по 1988 роки.

### 1986–1996: Nick Cave and the Bad Seeds, а також The Gun Club
У вересні 1986 року Кід Конго Паверс приєднався до Nick Cave and the Bad Seeds у Берліні, Німеччина, для запису кількох альбомів і для концертних турів на підтримку альбомів.
Кід Конго Паверс разом з гуртом Nick Cave and the Bad Seeds записав альбоми Tender Prey, The Good Son, і на початку 2015 року він казав: "Мені сподобалося розуміння первісного елементу рок-н-ролу, яке мали Нік Кейв, Мік Харві та інші учасники Bad Seeds, і те, як вони це розуміли."
Він залишив гурт Nick Cave and the Bad Seeds і час від часу продовжував грати з Джеффрі Лі Пірсом у гурті The Gun Club, аж до смерті Пірса в 1996 році.

### 1997–2009: The Pink Monkey Birds та альбом Dracula Boots

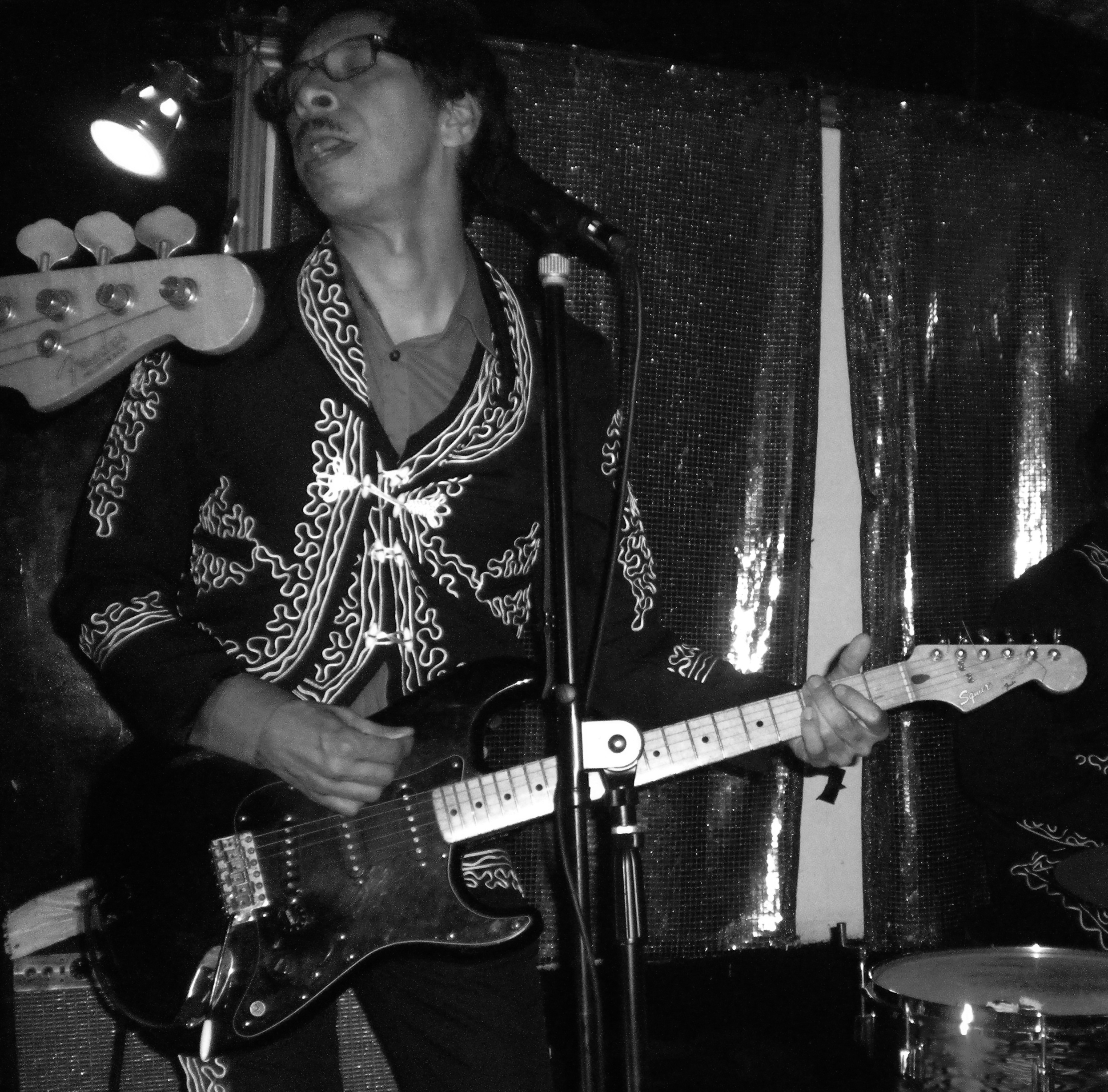
Кід Конго Паверс виступає у 2009 році

Для свого наступного проекту, The Pink Monkey Birds, Кід Конго Паверс спочатку співпрацював з гітаристом з Нью-Йорка Джеком Мартіном (Jack Martin), з яким він також співпрацював у проектах Congo Norvell і Knoxville Girls.
У 2009 році, Кід Конго Паверс залучив бас-гітариста Кікі Соліса (Kiki Solis), барабанщика Рона Міллера (Ron Miller) і Джессі Робертса (Jesse Roberts) на гітарі та клавішних. Гурт перейшов до рекорд-студії In The Red Records і випустив дебютний студійний альбом Dracula Boots, який назвали «поверненням до форми».
Dracula Boots був спродюсований Джейсоном Уордом і записаний у колишньому спортивному залі середньої школи в Гарвейвіллі, штат Канзас. Зараз в цій будівлі створено мистецький простір для художників під назвою «The Harveyville Project». Dracula Boots містить елементи багатьох музичних стилів, зокрема південний соул, чикано-рок 60-х і психоделічні образи. Британський журнал NME писав: «Коротше кажучи, у Dracula Boots Кід Конго Паверс знову винайшов соковитий, приправлений південним соулом і фанком рок-н-рол. Було б тупістю не посмакувати.»

### 2010–тепер: альбомGorilla Rose
У 2011 році Кід Конго Паверс і The Pink Monkey Birds випустили свій другий альбом Gorilla Rose, який також був записаний на лейблі In The Red Records.

Наприкінці січня 2015 року The Pink Monkey Birds повернувся до Австралії. Гурт грав на фестивалі Summersalt у Мельбурні та на фестивалі в Сіднеї. У промо-інтерв’ю для австралійського шоу Паверс говорив про свій новий гурт:
Я вважаю, що Pink Monkey Birds відтворює в уяві всі найкращі аспекти первісного рок-н-ролу... Що стосується лірики, я висловлююсь дуже образно і дуже суб'єктивно, незалежно від теми. У мене все ще є пристрасть і стимул створювати музику, яка є іншою, але все ще в межах мови панк-року, яку люди знають і розуміють.
The Pink Monkey Birds — як пояснює Кід, ця назва була створена під впливом творчості Девіда Боуї. The Pink Monkey Birds були групою, що не припиняла розвиватися з часів своїх перших альбомів. Станом на 2016 рік учасниками гастролей є басист Кікі Соліс (Kiki Solis), барабанщик Рон Міллер (Ron Miller) і гітарист Марк Сіснерос (Mark Cisneros).

Наприкінці квітня 2016 року в журналі Vogue з'явилась стаття про Кіда Конго Паверса.
Для мене мистецтво бути групою — і я вважаю, що це мистецтво — полягає в тому, щоб створити цілий світ, цілу мову, тобто кожен аспект. Ви хочете спілкуватися з людьми, і я вважаю, що через усі види естетики — мистецтво, зовнішній вигляд і музику — ви можете зберегти свій світ, і ви можете дозволити людям увійти у ваш світ і жити у вашому світі з вами. 

## Особисте життя
Кід Конго Паверс — відкритий гей. Протягом 1980-х років він брав участь у AIDS Coalition to Unleash Power (ACT UP).

## Вибрана дискографія
- 1981 The Cramps — Psychedelic Jungle
- 1983 The Cramps — Smell of Female
- 1984 The Gun Club — The Las Vegas Story
- 1987 The Gun Club — Mother Juno
- 1990 The Gun Club — Pastoral Hide and Seek
- 1991 The Gun Club — Divinity EP
- 1985 The Fur Bible EP
- 1988 Nick Cave and the Bad Seeds — Tender Prey
- 1990 Nick Cave and the Bad Seeds — The Good Son
- 1988 Barry Adamson — Moss Side Story
- 1994 Congo Norvell — Music to Remember Him By
- 1998 Mark Eitzel — Caught in a Trap and I Can't Back Out 'Cause I Love You Too Much, Baby
- 2005 Kid Congo Powers — Solo Cholo
- 2006 Kid Congo and the Pink Monkey Birds — Philosophy and Underwear
- 2006 Madrugada — Live at Oslo Spektrum [DVD]
- 2009 Kid Congo and The Pink Monkey Birds — Dracula Boots
- 2011 Kid Congo and The Pink Monkey Birds — Gorilla Rose
- 2013 Kid Congo and The Pink Monkey Birds — Haunted Head
- 2016 Kid Congo and The Pink Monkey Birds — La Araña Es La Vida
- 2021 Kid Congo and The Pink Monkey Birds — Swing From The Sean DeLear

## Вибрана фільмографія
- 1987 Wings of Desire
- 1999 Modern Young Man (film short)[17]
- 2000 Once and Future Queen[18]
- 2000 Hair Burners[19]
- 2017 Scumbag
- 2022 The Resort (TV Series)